# Gonten
Gonten (oficialmente conocido como distrito) es una comuna suiza del cantón de Appenzell Rodas Interiores, situada al occidente del cantón. Limita al norte con la comuna de Schlatt-Haslen, al este con Appenzell, al sur con Schwende, y al oeste con Hundwil (AR).
Las localidades de Gontenbad y Jakobsbad forman parte de la comuna.